# Linaria navarroi
Linaria navarroi är en grobladsväxtart som beskrevs av Rivas Mart.. Linaria navarroi ingår i släktet sporrar, och familjen grobladsväxter. Inga underarter finns listade i Catalogue of Life.